# Ранчетт-Естейт (Техас)
Ранчетт-Естейт (англ. Ranchette Estates) — переписна місцевість (CDP) в США, в окрузі Вілласі штату Техас. Населення — 106 осіб (2020).

## Географія
Ранчетт-Естейт розташований за координатами 26°29′4″ пн. ш. 97°49′19″ зх. д. / 26.48444° пн. ш. 97.82194° зх. д. (26.484404, -97.822033).  За даними Бюро перепису населення США в 2010 році переписна місцевість мала площу 1,56 км², уся площа — суходіл.

## Демографія
Згідно з переписом 2010 року, у переписній місцевості мешкали 152 особи в 36 домогосподарствах у складі 33 родин. Густота населення становила 98 осіб/км².  Було 42 помешкання (27/км²).
Расовий склад населення:
| - 75,0 % — білих - 2,6 % — чорних або афроамериканців - 0,7 % — корінних американців - 15,8 % — осіб інших рас |

До двох чи більше рас належало 5,9 %. Частка іспаномовних становила 96,1 % від усіх жителів.
За віковим діапазоном населення розподілялося таким чином: 40,1 % — особи молодші 18 років, 50,7 % — особи у віці 18—64 років, 9,2 % — особи у віці 65 років та старші. Медіана віку мешканця становила 24,3 року. На 100 осіб жіночої статі у переписній місцевості припадало 102,7 чоловіків;  на 100 жінок у віці від 18 років та старших — 127,5 чоловіків також старших 18 років.
Цивільне працевлаштоване населення становило 49 осіб. Основні галузі зайнятості: сільське господарство, лісництво, риболовля — 65,3 %, будівництво — 34,7 %.